# Takhtajania perrieri
Espèce
Classification phylogénétique
Statut de conservation UICN

 EN  : En danger
Takhtajania perrieri est une espèce de plantes à fleurs du genre Takhtajania et de la famille des Winteraceae.
Cette espèce est endémique de la réserve spéciale d'Anjanaharibe Sud, à proximité de la ville d'Andapa dans le Nord Est de Madagascar.[réf. nécessaire]